# Idioma gweno
Gweno (kighonu, para sus habitantes) es una lengua bantú que se habla en las Montañas Pare en la Región de Kilimanjaro de Tanzania. El pueblo conocido como Gweno (o más propiamente Asu) es un grupo étnico y lingüístico Chagga. Dado que el pueblo Chaga es hablante de bantú, el idioma adoptado contiene dialectos similares al del idioma keniano Kamba. Gweno comparte entre el 54% y el 56% de su vocabulario con otros dialectos chaga y el 46% con dialectos taita. Sin embargo, un gran porcentaje de su vocabulario no se ve en los otros dialectos. También a principios del siglo XI, el pueblo Chaga descendió y emigró del grupo bantú en el que emigraron a las estribaciones del monte Kilimanjaro. Hoy en día, el idioma gweno lo hablan principalmente adultos mayores, y las generaciones más jóvenes han pasado al asu y al suajili. Ethnologue considera que Gweno es un idioma moribundo; el idioma no se transmite porque los niños no han estado expuestos a Gweno desde la década de 1970. El cambio generacional de Gweno a Asu o Suajili ciertamente ha creado cambios en el dialecto; sin embargo, los hablantes de Gweno no ven esto como una amenaza.

## Otras lecturas
- Sewangi, Seleman S. (2008). Kigweno: Msamiati wa Kigweno–Kiswahili–Kiingereza / Gweno–Swahili–English Lexicon. ISBN 9987-691-16-1.